# Hernán Bolaños
Hernán Bolaños   (Granada, 20 de març de 1912 - San José, 10 de maig de 1992) fou un futbolista costa-riqueny, nascut a Nicaragua, de la dècada de 1930.
Fou internacional amb la selecció de Costa Rica. Pel que fa a clubs, destacà a Alajuelense I Audax Italiano a Xile. Fou seleccionador nacional el 1946–1947.
Un cop retirat fou ambaixador de Costa Rica a Xile.